# Nya Zeeland i olympiska sommarspelen 1920
Nya Zeeland deltog med 4 deltagare vid de olympiska sommarspelen 1920 i Antwerpen. Totalt vann de en bronsmedalj.

## Medaljer

### Brons
- Darcy Hadfield  - Rodd.